# Biloxi (Mississippi)
 For alternative betydninger, se Biloxi. (Se også artikler, som begynder med Biloxi)
Biloxi er en by i Harrison County i Mississippi, USA og har en befolkning på omkring 50.644 (2000). Byen fik omfattende ødelæggelser den 29. august 2005 af orkanen Katrina. Byen er et reginalt center for gambling og casino-industrien er en vigtig indtægtskilde for byen. Skuespilleren Eric Roberts er født i byen.

## Historie
Den første permanente franske bosætning i Louisiana skete i Biloxi i 1699 under ledelse af Pierre Le Moyne d'Iberville. I 1720 blev hovedstaden i Fransk Louisiana flyttet til byen fra Mobile. Hovedstaden blev flyttet fra Biloxi til New Orleans i 1723. I 1763 måtte Frankrig fragive sig sine områder omkring Mississippi til Spanien og England.

## Eksterne henvisnnger
- Biloxi, officielle sider

30°23′46″N 88°53′07″V / 30.396°N 88.88533°V